# Welford (Berkshire)
Welford – wieś w Anglii, w hrabstwie ceremonialnym Berkshire, w dystrykcie (unitary authority) West Berkshire. Leży 31 km na zachód od centrum miasta Reading i 90 km na zachód od centrum Londynu. W 2001 miejscowość liczyła 522 mieszkańców.